# 新安街道 (深圳市)
新安街道是中国广东省深圳市宝安区下辖的一个街道，於1994年成立，名称取自清朝时期深圳地区的行政区名——新安县，原本由三個小村構成，現今則是宝安区委和宝安区政府的驻地，是宝安区政治、经济、文化中心。

## 地理
辖区总面积30.9平方公里，下辖宝民、龙井、灵芝园、洪浪、上川、新安湖、新乐、文汇、布心、海富、海乐、兴东、大浪、建安、文雅、海华、海裕、海旺、上合、翻身、安乐、甲岸22个社区。总人口66万人，其中常住户籍人口16.6万多人。人口密度較高，多高樓大廈，單是門店就有八千多個。

## 經濟
新安街道有一千多家企業大多是製造業，是深圳製造業的中心，主要是生產電子產品。區內還有一個賽格電子市場，是華強北賽格電子市場的分支。

## 交通

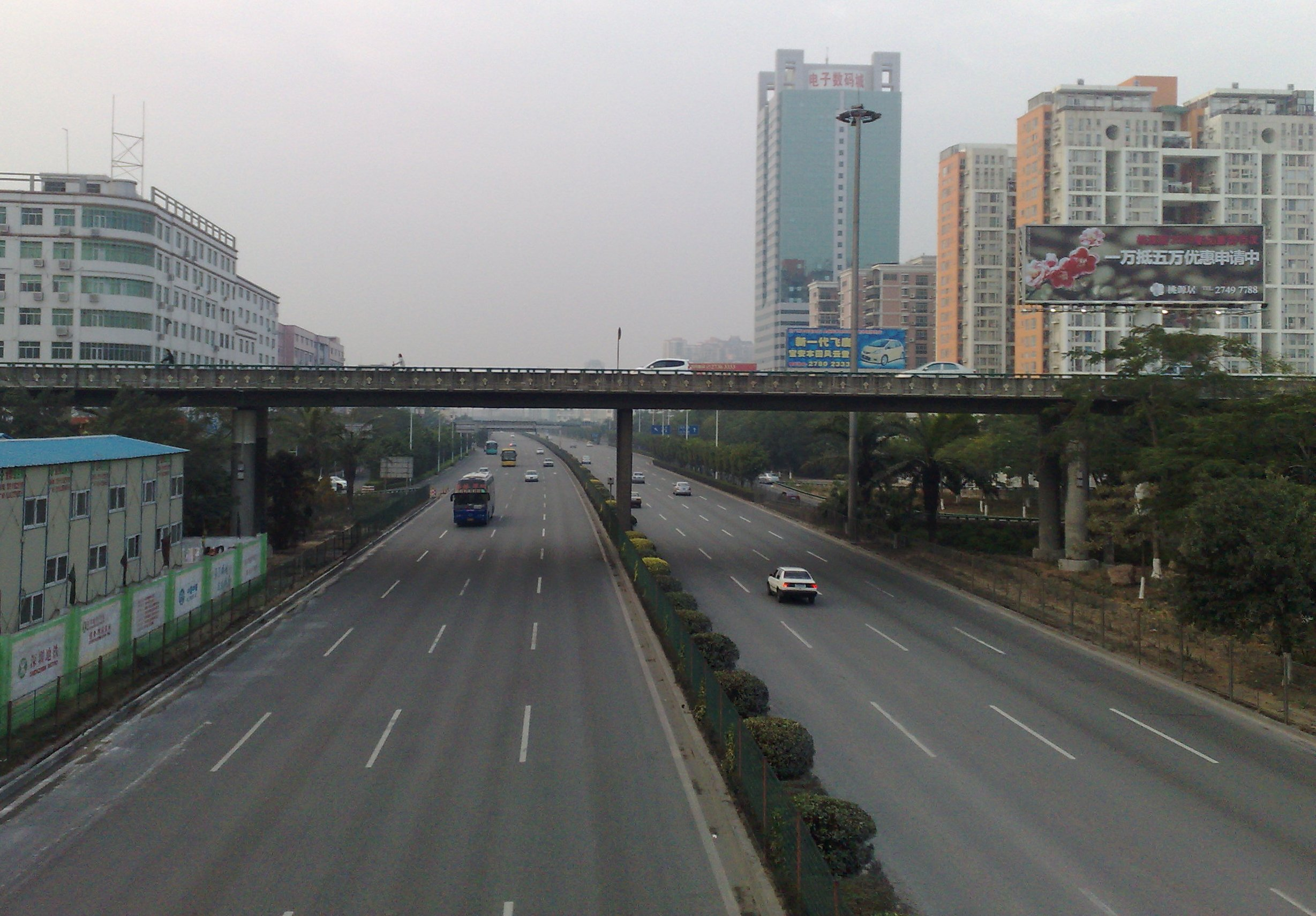
2008年的新安街道一景

### 道路
- 107國道

### 地铁
- 深圳地鐵1號綫
- 深圳地鐵5號綫
- 深圳地鐵11號綫
- 深圳地铁12号线